# Leichtathletik-Europameisterschaften 2018/Kugelstoßen der Frauen

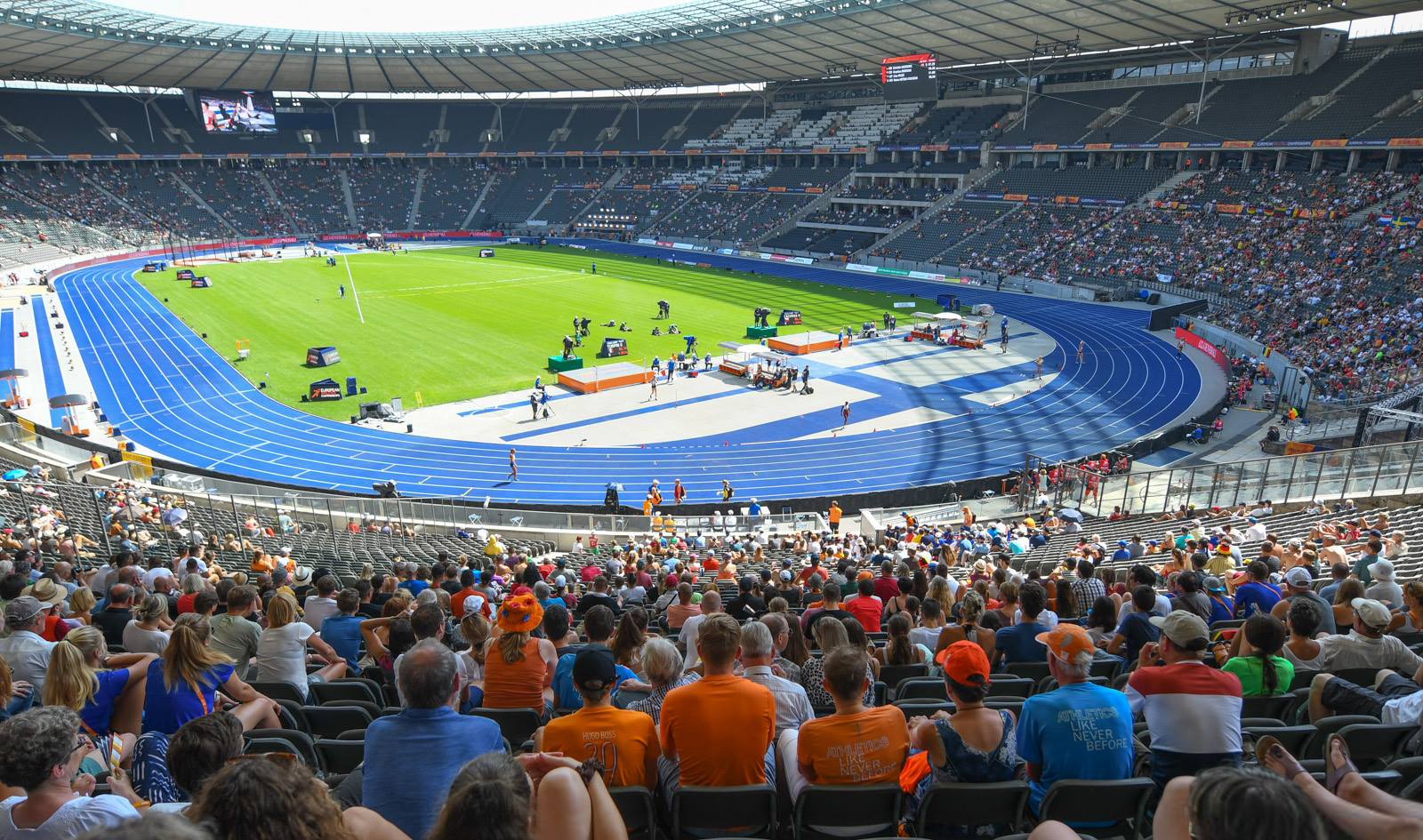
Das Berliner Olympiastadion am 9. August 2018

Das Kugelstoßen der Frauen bei den Leichtathletik-Europameisterschaften 2018 fand am 7. und 8. August im Olympiastadion in der deutschen Hauptstadt Berlin statt.
Europameisterin wurde die Polin Paulina Guba. Die Deutsche Christina Schwanitz gewann die Silbermedaille. Bronze ging an die Belarussin Aljona Dubizkaja.

## Rekorde
| Weltrekord           | 22,63 m | Natalja Lissowskaja | Moskau, Sowjetunion (heute Russland) | 7. Juni 1987    |
| Europarekord         | 22,63 m | Natalja Lissowskaja | Moskau, Sowjetunion (heute Russland) | 7. Juni 1987    |
| Meisterschaftsrekord | 21,69 m | Wita Pawlysch       | EM Budapest, Ungarn                  | 20. August 1998 |

Der bestehende EM-Rekord wurde bei diesen Europameisterschaften nicht erreicht. Die größte Weite erzielte die polnische Europameisterin Paulina Guba im sechsten Versuch des Finales mit 19,33 m, womit sie 2,36 m unter dem Rekord blieb. Zum Welt- und Europarekord fehlten ihr 3,30 m.

## Legende
Kurze Übersicht zur Bedeutung der Symbolik – so üblicherweise auch in sonstigen Veröffentlichungen verwendet:
| PB    | Persönliche Bestleistung       |
| SB    | Persönliche Jahresbestleistung |
| NU23R | Nationaler U23-Rekord          |
| –     | verzichtet                     |
| x     | ungültig                       |

## Qualifikation
7. August 2018, 10:10 Uhr MESZ
23 Wettbewerberinnen traten in zwei Gruppen zur Qualifikationsrunde an. Elf von ihnen (hellblau unterlegt) übertrafen die Qualifikationsweite für den direkten Finaleinzug von 17,20 m. Damit war die Mindestzahl von zwölf Finalteilnehmern nicht erreicht. Das Finalfeld wurde mit der nächstplatzierten Sportlerin (hellgrün unterlegt) auf zwölf Athletinnen aufgefüllt. So reichten für die Finalteilnahme schließlich 17,17 m.

### Gruppe A

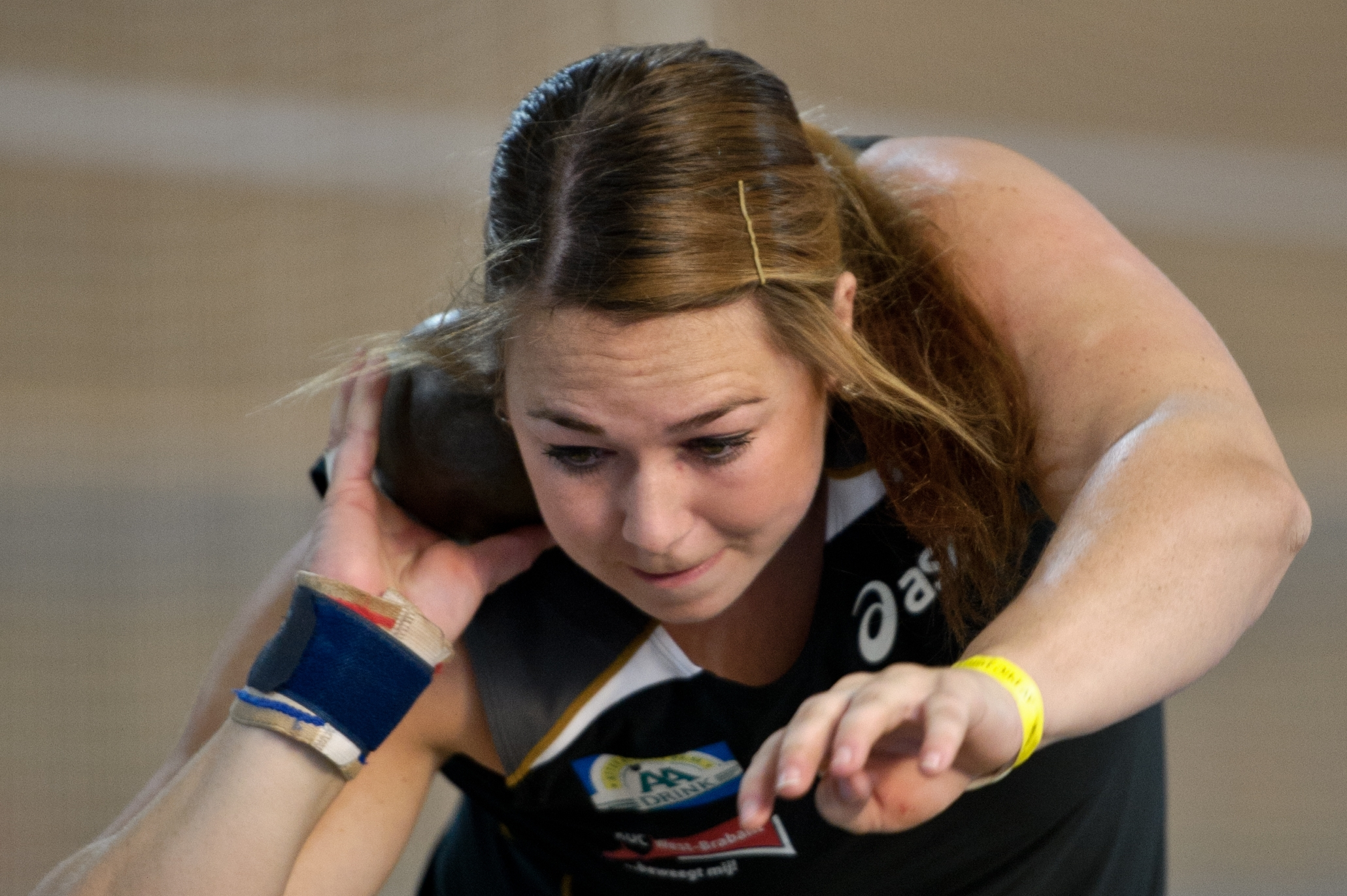
Melissa Boekelman schied mit 16,90 m in der Qualifikation aus

| Platz | Athletin             | Land           | Versuchsserie (m) | Versuchsserie (m) | Versuchsserie (m) | Weite (m) |
| Platz | Athletin             | Land           | 1. Versuch        | 2. Versuch        | 3. Versuch        | Weite (m) |
| ----- | -------------------- | -------------- | ----------------- | ----------------- | ----------------- | --------- |
| 1     | Aljona Dubizkaja     | Belarus        | 18,67             | –                 | –                 | 18,67     |
| 2     | Paulina Guba         | Polen          | 18,66             | –                 | –                 | 18,66     |
| 3     | Radoslawa Mawrodiewa | Bulgarien      | x                 | 17,87             | –                 | 17,87     |
| 4     | Fanny Roos           | Schweden       | 17,71             | –                 | –                 | 17,71     |
| 5     | Alina Kenzel         | Deutschland    | 17,13             | 17,46             | –                 | 17,46     |
| 6     | Sara Gambetta        | Deutschland    | 17,23             | –                 | –                 | 17,23     |
| 7     | Melissa Boekelman    | Niederlande    | 16,90             | x                 | 16,78             | 16,90     |
| 8     | Olha Holodna         | Ukraine        | x                 | 16,69             | x                 | 16,69     |
| 9     | Markéta Červenková   | Tschechien     | 15,71             | 16,19             | 16,62             | 16,62     |
| 10    | Divine Oladipo       | Großbritannien | 15,28             | 15,78             | 15,35             | 15,78     |
| 11    | Eliana Bandeira      | Portugal       | 15,09             | x                 | 15,18             | 15,18     |
| 12    | Ieva Zarankaitė      | Litauen        | 15,13             | x                 | 14,81             | 15,13     |

### Gruppe B

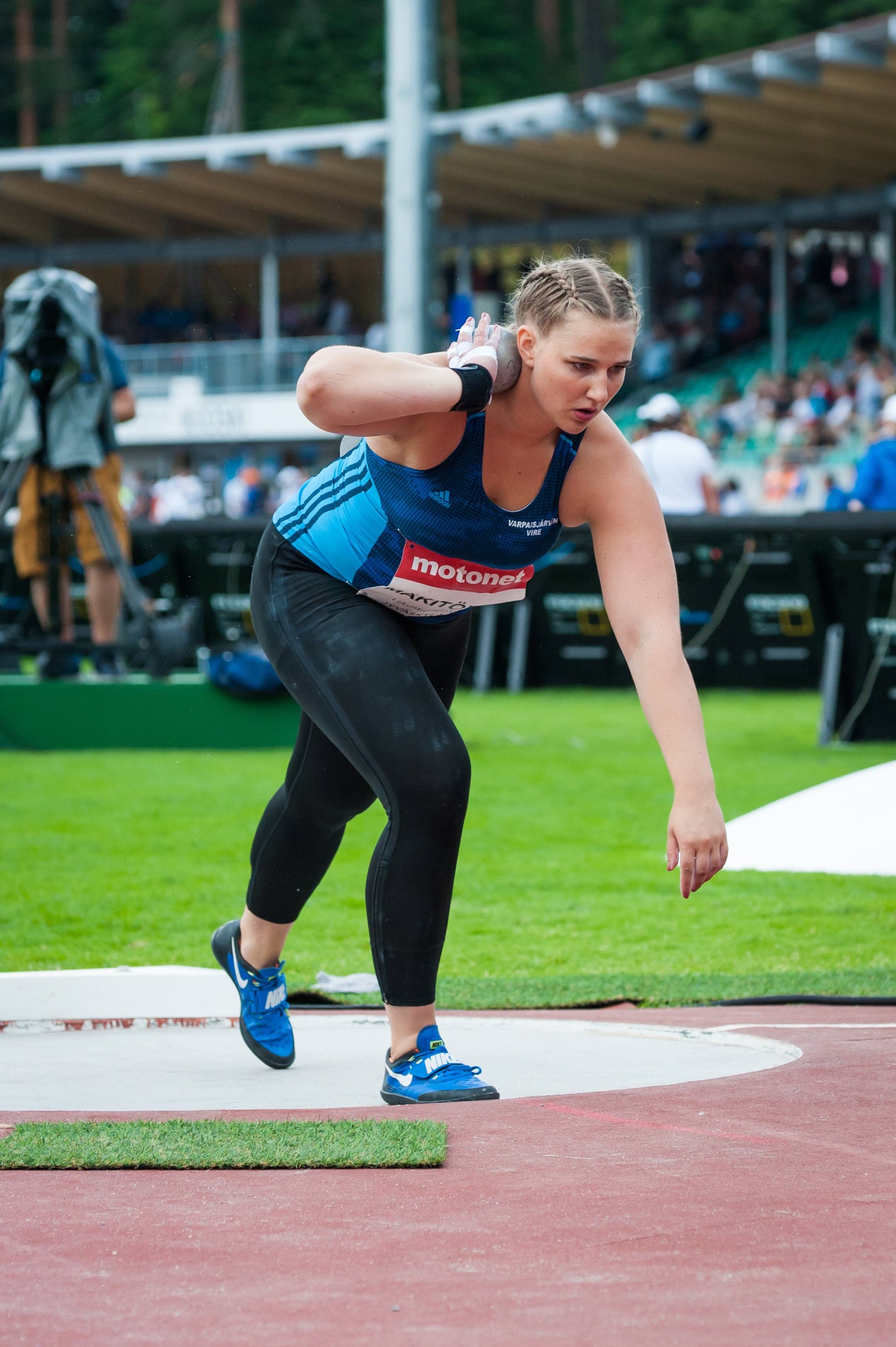
16,04 m reichten Senja Mäkitörmä nicht für den Einzug ins Finale

| Platz | Athletin            | Land           | Versuchsserie (m) | Versuchsserie (m) | Versuchsserie (m) | Weite (m) |
| Platz | Athletin            | Land           | 1. Versuch        | 2. Versuch        | 3. Versuch        | Weite (m) |
| ----- | ------------------- | -------------- | ----------------- | ----------------- | ----------------- | --------- |
| 1     | Christina Schwanitz | Deutschland    | 18,83             | –                 | –                 | 18,83     |
| 2     | Klaudia Kardasz     | Polen          | 17,15             | 18,00             | –                 | 18,00     |
| 3     | Wiktoryja Kolb      | Belarus        | 17,36             | –                 | –                 | 17,36     |
| 4     | Amelia Strickler    | Großbritannien | 16,15             | 17,31             | –                 | 17,31 PB  |
| 5     | Sophie McKinna      | Großbritannien | 17,24             | –                 | –                 | 17,24     |
| 6     | Alena Abramtschuk   | Belarus        | 16,86             | 17,17             | 17,12             | 17,17     |
| 7     | Úrsula Ruiz         | Spanien        | 17,06             | x                 | 16,77             | 17,06 SB  |
| 8     | Dimitriana Surdu    | Moldau         | 16,17             | 16,66             | 16,87             | 16,87     |
| 9     | Wiktorija Klotschko | Ukraine        | 15.05             | 15.96             | 16,27             | 16,27     |
| 10    | Frida Åkerström     | Schweden       | 16,17             | x                 | 16,20             | 16,20     |
| 11    | Senja Mäkitörmä     | Finnland       | 16,04             | 15,50             | x                 | 16,04     |

## Finale
8. August 2018, 20:09 Uhr MESZ
| Platz | Athletin             | Land           | Versuchsserie (m) | Versuchsserie (m) | Versuchsserie (m) | Versuchsserie (m)                           | Versuchsserie (m)                           | Versuchsserie (m)                           | Weite (m)   |
| Platz | Athletin             | Land           | 1. Versuch        | 2. Versuch        | 3. Versuch        | 4. Versuch                                  | 5. Versuch                                  | 6. Versuch                                  | Weite (m)   |
| ----- | -------------------- | -------------- | ----------------- | ----------------- | ----------------- | ------------------------------------------- | ------------------------------------------- | ------------------------------------------- | ----------- |
|       | Paulina Guba         | Polen          | 18,77             | 18,77             | x                 | 18,49                                       | 19,02                                       | 19,33                                       | 19,33       |
|       | Christina Schwanitz  | Deutschland    | 19,19             | 19,08             | x                 | 18,86                                       | x                                           | 18,98                                       | 19,19       |
|       | Aljona Dubizkaja     | Belarus        | 18,59             | 18,75             | 18,57             | x                                           | 18,81                                       | x                                           | 18,81       |
| 4     | Klaudia Kardasz      | Polen          | 16,82             | 17,96             | x                 | x                                           | 18,38                                       | 18,48                                       | 18,48 NU23R |
| 5     | Sara Gambetta        | Deutschland    | 16,44             | 18,09             | 17,53             | 17,74                                       | 17,39                                       | 18,13                                       | 18,13 SB    |
| 6     | Radoslawa Mawrodiewa | Bulgarien      | 18,03             | x                 | x                 | 17,86                                       | x                                           | x                                           | 18,03       |
| 7     | Sophie McKinna       | Großbritannien | 17,58             | 17,29             | 17,03             | 17,65                                       | 17,29                                       | 17,69                                       | 17,69       |
| 8     | Wiktoryja Kolb       | Belarus        | 16,93             | 17,50             | 17,30             | x                                           | 17,04                                       | 17,27                                       | 17,50       |
| 9     | Alina Kenzel         | Deutschland    | 17,26             | x                 | x                 | nicht im Finale der besten acht Athletinnen | nicht im Finale der besten acht Athletinnen | nicht im Finale der besten acht Athletinnen | 17,26       |
| 10    | Amelia Strickler     | Großbritannien | 16,43             | 16,13             | 17,15             | nicht im Finale der besten acht Athletinnen | nicht im Finale der besten acht Athletinnen | nicht im Finale der besten acht Athletinnen | 17,15       |
| 11    | Fanny Roos           | Schweden       | 17,03             | 17,09             | 16,90             | nicht im Finale der besten acht Athletinnen | nicht im Finale der besten acht Athletinnen | nicht im Finale der besten acht Athletinnen | 17,09       |
| 12    | Alena Abramtschuk    | Belarus        | 16,90             | x                 | x                 | nicht im Finale der besten acht Athletinnen | nicht im Finale der besten acht Athletinnen | nicht im Finale der besten acht Athletinnen | 16.90       |

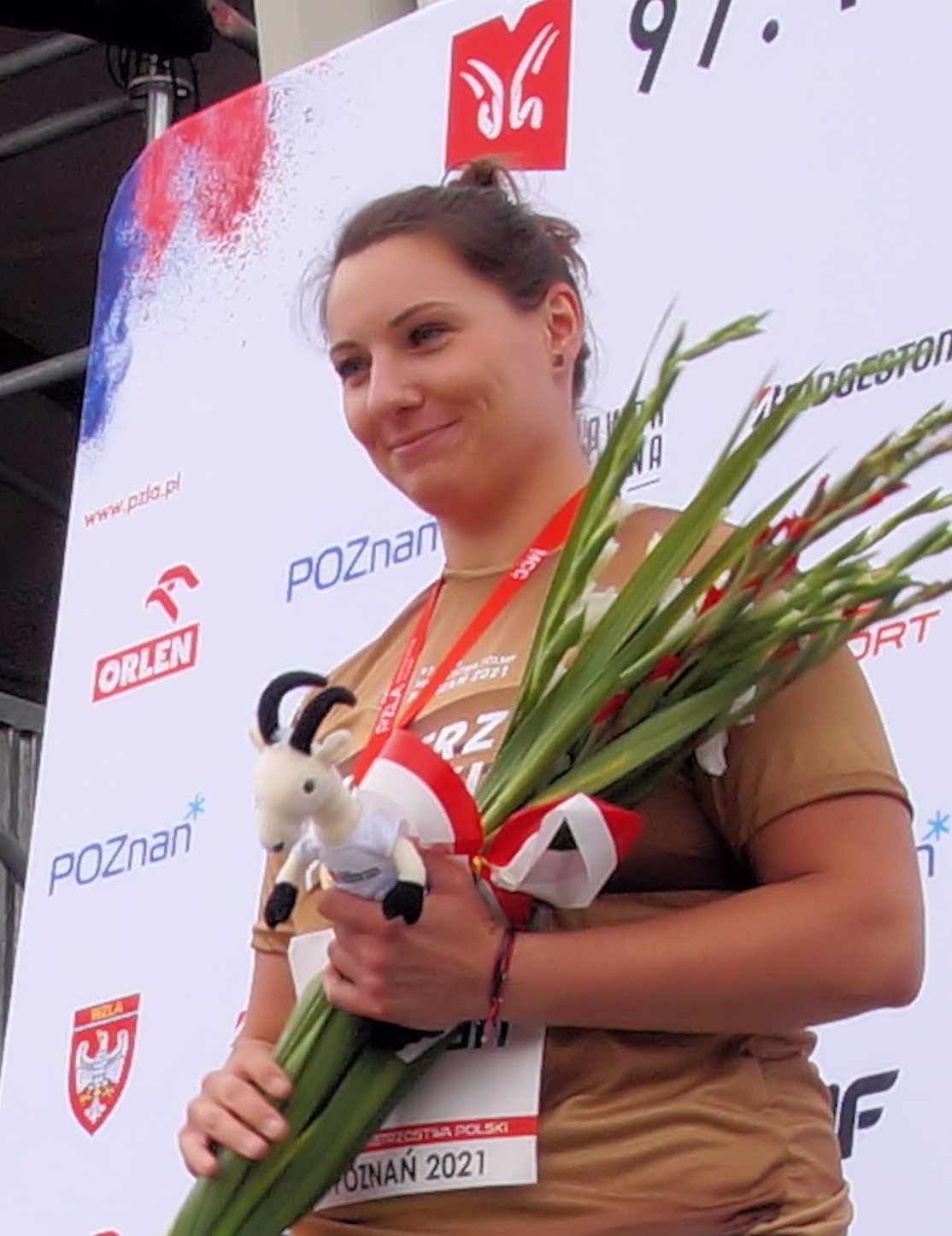
Überraschungseuropameisterin Paulina Guba

In diesem Wettbewerb gab es nur einen kleinen Kreis von Favoritinnen. Die in der Vergangenheit international immer wieder weit oben platzierte Ungarin Anita Márton war nicht unter den Teilnehmerinnen. So war es vor allem die deutsche Weltmeisterin von 2015 und Europameisterin von 2014 / 2016 Christina Schwanitz, die als Favoritin gehandelt wurde. Sie war allerdings nach der Geburt ihrer Zwillinge noch nicht wieder auf dem Leistungsniveau von 2015. Eine Konkurrentin war die Belarussin Aljona Dubizkaja, die bei den großen internationalen Meisterschaften der letzten Jahre immer wieder Platzierungen zwischen sechs und acht erreicht hatte. Drittbeste Athletin in der Qualifikation war die Polin Paulina Guba.
Der Wettbewerb erreichte nicht das Niveau früherer Jahre. Die Zeit der übermächtigen Kugelstoßerinnen aus den sogenannten Ostblockstaaten war zunächst einmal vorüber. Athletinnen aus Russland waren nicht am Start, vielleicht trugen auch verbesserte Dopingkontrollen mit zu der Entwicklung bei. Dieser Trend war jedenfalls nicht neu.
Schwanitz war mit 19,19 m im ersten Durchgang die einzige Athletin, der ein Stoß über neunzehn Meter gelang. Zweite war Guba mit 18,77 m vor Dubizkaja mit 18,59 m. Ansonsten übertraf nur noch die Bulgarin Radoslawa Mawrodiewa mit ihrem Stoß auf 18,03 m die 18-Meter-Marke. In Runde zwei wiederholte Guba exakt ihre Weite aus dem ersten Durchgang. Wieder war Schwanitz mit 19,08 m die einzige Teilnehmerin mit einer Weite jenseits von neunzehn Metern. Dubizkaja steigerte sich auf 18,75 m und lag damit nur noch zwei Zentimeter hinter Guba. Die Deutsche Sara Gambetta verbesserte sich auf 18,09 m und nahm damit Position vier ein. Durchgang drei brachte lediglich eine Veränderung auf den hinteren Rängen.
Im fünften Durchgang gab es dann wieder einige Verbesserungen. Guba übertraf mit 19,02 m als zweite Kugelstoßerin in dieser Konkurrenz die 10-Meter-Marke. Dubizkaja steigerte sich auf 18,81 m. Die beiden Athletinnen blieben aber zunächst auf ihren Positionen wie vorher. Die Polin Klaudia Kardasz erzielte nun 18,38 m und verdrängte Gambetta damit auf den fünften Platz. Die Entscheidung fiel im letzten Durchgang. Zunächst steigerten sich Sara Gambetta auf 18,13 m und Klaudia Kardasz auf 18,48 m, womit sie ihre Ränge fünf bzw. vier festigten. Dann gelangen Paulina Guba 19,33 m und sie wurde überraschend Europameisterin, denn Schwanitz konnte nicht mehr kontern. Damit gewann Christina Schwanitz Silber. Aljona Dubizkaja blieb schließlich auf dem Bronzerang. Sechste wurde Radoslawa Mawrodiewa.

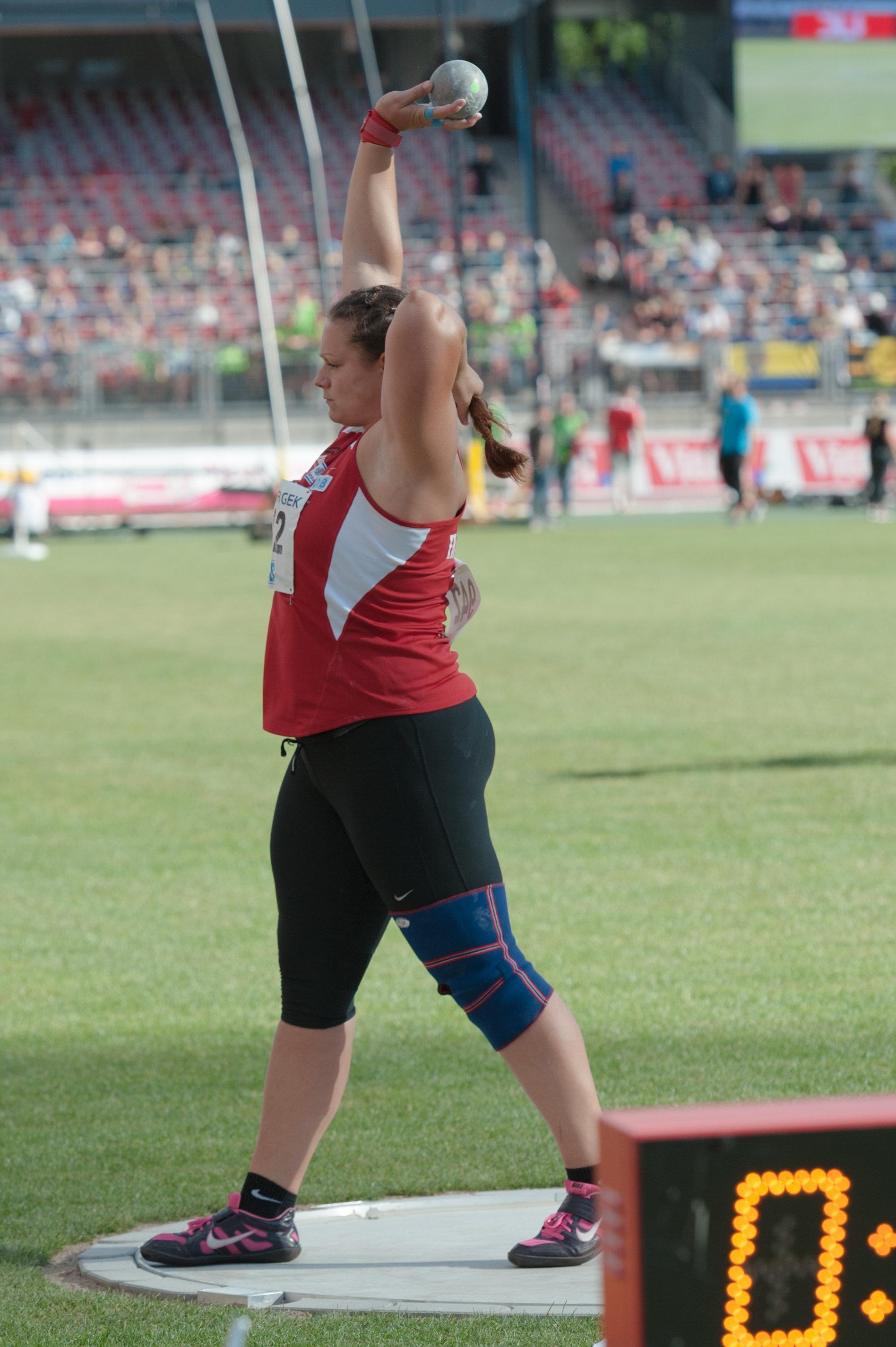
Vizeeuropameisterin Christina Schwanitz
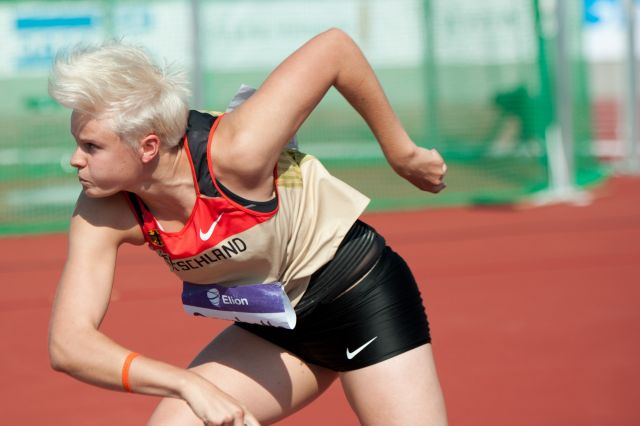
Sara Gambetta belegte Rang fünf
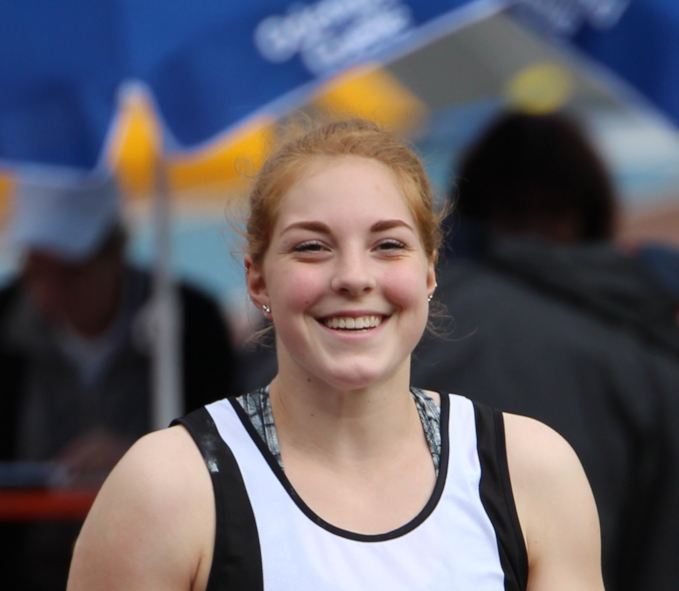
Alina Kenzel kam auf den neunten Platz
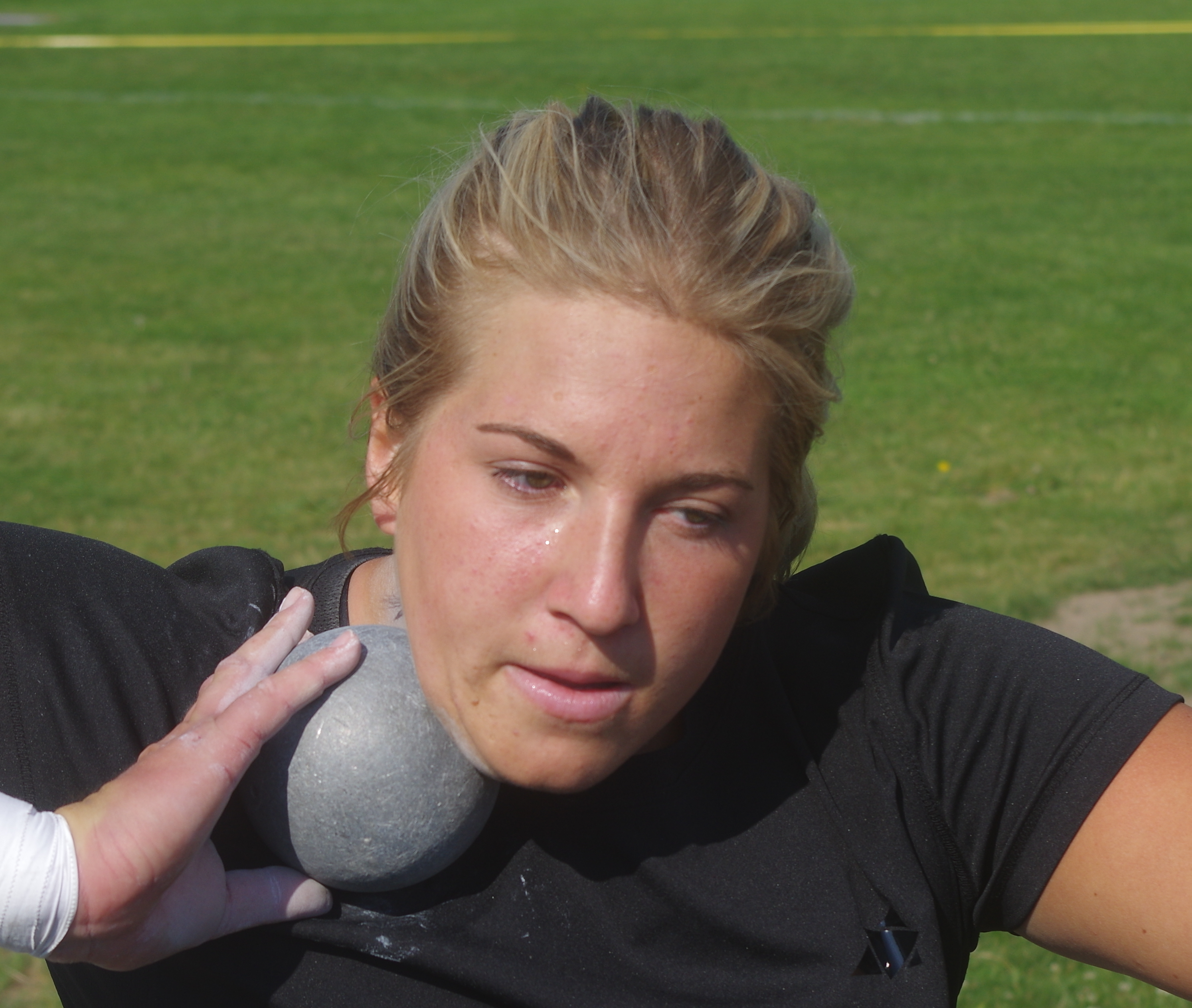
Rang zehn für Fanny Roos